# Susan Howatch
Susan Howatch (ur. 14 lipca 1940 w Leatherhead, Surrey w Anglii) – brytyjska powieściopisarka. Jej pisarską karierę charakteryzuje typ powieści określany mianem sagi rodzinnej. W swych książkach ukazuje skomplikowane powiązania rodzinne i służbowe, dotyczące uczuć, wiary i władzy na przestrzeni wielu lat. Jej późniejsza twórczość znana jest również ze swego religijno-filozoficznego charakteru.

## Życiorys
Urodziła się jako Susan Elizabeth Sturt, córka maklera giełdowego. Uczęszczała do szkoły w Sutton w Londynie. Mimo śmierci ojca podczas II wojny światowej jak i faktu, że była jedynaczką, swoje dzieciństwo określa jako szczęśliwe.
W 1961 ukończyła prawo w londyńskim King’s College. W 1964 wyemigrowała do Nowego Jorku w Stanach Zjednoczonych, gdzie pracowała jako sekretarka. W tym samym roku wyszła za mąż za rzeźbiarza i pisarza Josepha Howatcha. Było to początkiem jej pisarskiej kariery, na polu którym to błyskawicznie odniosła sukces, głównie dzięki swym zawiłym powieściom gotyckim. 
W roku 1971 małżeństwu Howatch urodziła się córeczka. Po separacji z mężem w 1975, Howatch powróciła do Anglii, następnie w latach 1976-1980 osiedliła się w Irlandii by następnie znów wrócić do Aglii, tym razem na stałe. 
Jej pierwszą powieścią było The Dark Shore, opublikowane w 1965. Jej pierwszą sagą rodzinną była wydana w 1971 Penmarric, opisująca dzieje rodziny Penmar żyjącej w Kornwalii na przestrzeni XIX i XX w. 
Howatch za część z zysków z pisarstwa założyła koło akademickie 'Starbridge Lecturer in Natural Science and Theology' na Faculty of Divinity uniwersytetu w Cambridge, gdzie łączą się wątki nauki i religii. Pierwszym członkiem koła został psycholog i teolog - wielebny Dr. Fraser Watts.
W 1992 Howatch była lektorem na rzeczonym wydziale, do teraz jest członkiem King’s College. Jest także honorowym członkiem Uniwersytetu Walijskiego w Lampeter oraz Sarum College w Salisbury. Obecnie mieszka w Londynie.

## Seria Starbridge
Seria sześciu książek opisująca historię dwudziestowiecznego kościoła anglikańskiego. Każda z książek jest niezależna w treści oraz posiada inne postaci główne i narratora. Główną nicią zespalającą wszystkie powieści są protagoniści, pojawiający się w każdej z części. Taki zabieg pozwala autorce przedstawiać te same wydarzenia z różnych punktów widzenia.
Akcja całej serii skupia się wokół fikcyjnej diecezji Starbridge, umiejscowionej gdzieś na zachodzie Anglii. Występuje tam również fikcyjny zakon mnichów Fordite. Sama katedra ze Starbridge jak i struktury kościelne są autentyczne - inspiracją była miejscowość Salisbury. 
Akcja pierwszych trzech książek serii: (Za lśniącą zasłoną, Cudowne moce, Najwyższe trofea) rozpoczyna się w 1930 kończy zaś po II wś. Druga trójka (Skandaliczne gry, Mistyczne ścieżki, Prawdy absolutne) rozgrywa się w latach 60.

## Trylogia St. Benet's
Akcja trylogii St. Benet's ma miejsce w Londynie w latach 80. i 90. XX w. Tu także autorka zilustrowała zmiany zachodzące w kościele anglikańskim, również i tu spotkać można postaci z serii o Starbridge. Jakkolwiek trzonem powieści jest wciąż sam kościół, tym razem większy nacisk położono na osoby świeckie. Tak jak i poprzednie sześć książek, tak i tu, każda z części napisana jest w pierwszej osobie przez innego narratora.

### Seria Starbridge
- Za lśniącą zasłoną (Glittering Images) (1987)
- Cudowne moce (Glamorous Powers) (1988)
- Najwyższe trofea (Ultimate Prizes) (1989)
- Skandaliczne gry (Scandalous Risks) (1990)
- Mistyczne ścieżki (Mystical Paths) (1992)
- Prawdy absolutne (Absolute Truths) (1994)

### Trylogia St. Benet's
- The Wonder Worker (dla edycji USA)/A Question of Integrity (dla edycji brytyjskiej) (1997)
- The High Flyer (2000)
- The Heartbreaker (2004)